# Київський театр малих форм
Київський театр малих форм (ТЕМАФ) — театр, заснований у Києві 1929 року за ініціативи культвідділу Київської обласної ради профспілок (КОРПС). Згодом на його базі були створені обласні українські драматичні театри у Житомирі і Запоріжжі.

## Історія театру
Театр був створений 5 березня 1929 року. Вистави почав на сцені клубу «Медсанпраця». Перший рік працював у режимі «агітки». Призначенням театру було: у малих сценічних формах нести злободенний зміст. Перша програма включала: «Розбитий глек» Г. Клейста, «Паноптикум рідкісних тварин» П. Щербатинського та концертний відділ. Режисер Ю. Лішанський, художник С. Мандель, композитор О. Сандлер.
Особливості театру малих форм вимагали від акторів багатогранних здібностей — співати, танцювати, декламувати, миттєво переходити з образу в образ. Деяким виконавцям доводилося за програму переодягатися понад двадцять разів.
Коли форма агітки почала вичерпувати себе, на другому році свого існування театр, який 1 січня 1930 перейменували на Київський 2-й Робітничий пересувний, звернувся до «справжніх» постановок. Початком нової діяльності була вистава «Перший кандидат» О. Жарова та М. Полікарпова. Режисер М. Дисковський, художники М. Уманський, М. Тряскін. Молодий театр ставив сучасні п'єси, дотримуючись сатиричного спрямування.
1931 року частина трупи почала виступати на Донбасі, а інша частина продовжила працювати в Києві. Донбасівський період тривав півтора року і до назви театру було додано слово «ударний».
Після успішних гастролей на Донбасі у 1930 році театр дістав назву Київського обласного пересувного театру імені «КОРПС». Також називався Київський державний український театр ім. Облпрофради.
1931—1934 — запрацювала нова гілка ТЕМАФу — театр ляльок при Київському ТЮГу, який очолювала Зінаїда Пігулович.
З 1932 року театр базувався в Житомирі, який на той час входив до Київської області, і називався «Київський обласний драматичний театр імені „КОРПС“ у місті Житомирі». В 1934—1936 роках серед акторів театру була учениця Леся Курбаса — Марія Склярова.
1932 року театр став стаціонарним. З листопаду 1932 його очолив режисер і актор Федір Гамалій. Він мріяв про велику талановиту трупу і тому наступного 1933 року схвально зустрів пропозицію про об'єднання з Першим Житомирським обласним українським драматичним театром, який очолював М. Натусь.
1937 року, коли була створена Житомирська область, театру присвоїли ім'я Миколи Щорса.
У воєнні роки 1941—1944 театр був в евакуації. З 1944 — Запорізький український музично-драматичний театр імені М. Щорса (з 2004 — імені В. Магара).
Театр в різні часи очолювали народний артист СРСР Володимир Магар, заслужений артист УРСР Юхим Лішанський. Режисерами були Микола Хороманський, Федір Гамалій.

## Програми і спектаклі
1929
- Перша програма: «Розбитий глек» Генріха фон Клейста, «Паноптикум рідкісних тварин» П. Щербатинського та концертний відділ.
- Друга програма: «Троячка» П. Щербатинського та концертний відділ.
- Третя програма: Ораторія-плакат «7+17», «Світовий масштаб та ЗАГС» П. Щербатинського.
- Четверта програма: Театралізований огляд «Спокійно — знімаю».

Режисер Ю. Лішанський, художник С. Мандель, композитори О. Сандлер (1-3 програма), К. Бенц (4 програма).
1930
- «Перший кандидат» О. Жарова, М. Полікарпова. Режисер М. Дисковський, художники М. Уманський, М. Тряскін.
- «На порядку денному» В. Суходольського (М. Дисковський, М. Тряскін).
- «Шахрай» В. Шкваркіна. Режисер М. Хороманський, художник Л. Каганіс, композитор К. Бенц.
- «Ціанкалій» Ф. Вольфа (М. Хороманський, Л. Каганіс, К. Бенц).
- «Нафта» Державіна (М. Хороманський, Л. Каганіс, К. Бенц), балетмейстер Ю. Козаківський.
- «Міст» Є. Романовича (М. Хороманський, М. Уманський, К. Бенц).

1931
- «Інженери» М. Трігера. Режисер М.Хороманський, художник Л. Каганіс

1932
- «Головонога людина» за Ф. Гладковим (інсценізація О. Олеся). Режисери О. Гречанінов, С. Харковецький, художник Л. Каганіс, композитор К. Бенц, балетмейстери Ю. Козаківський, Л. Гречанінова.
- «Наступ» В. Гжицького. Режисери Л. П'ясецький, М. Янковський, художник М. Уманський.
- «Мірандоліна» К. Гольдоні (Л. П'ясецький, М. Янковський, М. Уманський), композитор Н. Пруслін, балетмейстер Л. Гречанінова
- «Мільйон Антоніїв» Г. Градова, В. Орлова. Режисер М. Янковський, художник Л. Каганіс

1933
- «Князь Мстислав Удалой» Й. Прута. Режисер Федір Гамалій, художник М. Гайворонський, композитор К. Бенц.
- «Суд» В. Кіршона. Режисер Ф. Гамалій, художники Ю. Бомко, І. Чвалінський.
- «Наталка Полтавка» І. Котляревського (Ф. Гамалій, Ю. Бомко).
- «Мій друг» М. Погодіна (Ф.Гамалій, Ю. Бомко).
- «Жандарм» («Украдене щастя») І. Франка. Режисер С. Польовий, художник Д. Гайдабура, композитор Л. Гладков.
- «Ревізор» М. Гоголя (С. Польовий, Ю. Бомко).

1934
- «Дівчата нашої країни» І. Микитенка. Режисер В. Магар, художник Ю. Бомко, композитор Свєтлов.
- «Життя кличе» В. Білль-Білоцерковського. Режисер О. Александров, художник Ю. Бомко, композитор Свєтлов.
- «Чудесний сплав» В. Кіршона. Режисер А. Вронський, художник Ю. Бомко, композитор Д. Коханський.
- «Майстри часу» І. Кочерги. Режисер М. Натусь, художник Підкова.
- «Загибель ескадри» О. Корнійчука. Режисер Ф. Гамалій, художники Ю. Бомко, І. Чвалінський, композитор Д. Коханський.
- «Чужа дитина» В. Шкваркіна. Режисер А.Ратміров, художник Ю. Бомко.
- «Запорожець за Дунаєм» С. Гулака-Артемовського. Режисер О. Ходимчук, художники І. Тришакін, Н. Геберт.

1935
- «Маруся Чурай» І. Микитенка. Режисер А. Ратміров, художник Ю. Бомко, композитор Д. Коханський
- «Платон Кречет» О. Корнійчука. Режисер Ф. Гамалій, художник Ю. Бомко, композитор Д. Коханський.
- «Шельменко-денщик» Г. Квітки-Основ'яненка. Режисер О. Ходимчук, художник Ю. Бомко, композитор Д. Коханський.
- «На світанку» В. Суходольського. Режисер М. Тінський, художник Л. Гудзенко.
- «Містечко Ладеню» Л. Первомайського. Режисер О. Ходимчук, художник Ю. Бомко.
- «Мартин Боруля» І. Карпенка-Карого. Режисери М. Тінський, І. Ковалівський, художник Ю. Бомко.
- «Шестеро коханих» О. Арбузова. Режисер А. Вронський, художник Ю. Бомко.